# 商丘成
商丘成（前2世纪？—前88年），複姓商丘，名成，西漢官员。
商丘成在汉武帝时担任大鸿胪。征和二年（公元前91年）七月，巫蛊之祸爆发，太子刘据与丞相刘屈氂各率一军在长安城中激战，死者数万人。商丘成率领水手组成的部队与太子军作战，俘获了担任将领的太子门客张光，因而被汉武帝封为秺侯，食邑二千一百二十户。九月，升为御史大夫。
征和三年（公元前90年），匈奴侵犯五原、酒泉。三月，汉武帝派遣李广利率七万人、商丘成率两万人、马通率四万人从酒泉出击匈奴。商丘成军追击匈奴的踪迹到邪径，仍然没有发现其部队，随即撤军。
后元元年（公元前88年）六月，商丘成在孝文庙担任詹事陪从祭祀时，醉酒在堂下放歌“出居安能郁郁”，被指为诅咒皇帝，判以“大不敬”的罪名而自杀。